# شتاتبرغن
اشتات برغن (بالألمانية: Stadtbergen) هي بلدة و بلدة ألمانية تقع في ألمانيا في آوغسبورغ.

## المدن التوأمة
مدن Bagnolo Mella، Brie-Comte-Robert، الوبرنهاو، فوكوشيما (محافظة) و Baguida هي مدن توأمة لـاشتات برغن.